# Andreas Mähl
Andreas Mähl (* 2. März 1961) ist ein ehemaliger deutscher Fußballspieler. Für die BSG Kernkraftwerk Greifswald und die BSG Post Neubrandenburg spielte er in den 1970er und 1980er Jahren in der DDR-Liga.

## Sportliche Laufbahn
Mit 17 Spielen in der Saison 1978/79 für die Betriebssportgemeinschaft (BSG) Kernkraftwerk Greifswald begann die Karriere von Andreas Mähl in der zweitklassigen DDR-Liga. In der über 22 Runden laufenden Spielzeit wurde Mähl als Abwehrspieler eingesetzt. 1979/80 bestritt er zwar die ersten beiden Ligaspiele, hatte danach aber eine mehrere Wochen lange Pause, ehe er vom 13. Spieltag an die restlichen zehn Ligaspiele bestritt. Von den 22 Punktspielen der Saison 1980/81 absolvierte Mähl wieder 17 Begegnungen, danach stieg die BSG KKW aus der DDR-Liga ab. 
Erst in der Spielzeit 1982/83 tauchte Mähl wieder in der DDR-Liga auf, nun als Spieler der BSG Post Neubrandenburg. Er kam in zwei Ligaspielen zum Einsatz und konnte sich auch in den folgenden beiden Spielzeiten mit drei bzw. sechs Einsätzen bei der BSG Post nicht durchsetzten. Im Mai 1985 wurde Mähl zu einem 18-monatigen Wehrdienst in der Nationalen Volksarmee eingezogen. Während dieser Zeit spielte er Fußball bei der Armeesportgemeinschaft Vorwärts Fünfeichen in der viertklassigen Bezirksklasse Neubrandenburg. Am Saisonende stieg er mit der ASG in die Bezirksliga auf und wurde 1986 mit ihr Bezirksmeister. Um den Aufstieg in die DDR-Liga konnte er nicht spielen, da die ASG auf die Teilnahme an der Aufstiegsrunde verzichtete. 
Nach seiner Entlassung aus dem Wehrdienst kehrte Mähl wieder nach Greifswald zur BSG Kernkraftwerk zurück. Diese spielte inzwischen wieder in der DDR-Liga, in der nun 34 Runden ausgetragen wurden. Mähl wurde vom 10. Spieltag der Saison 1986/87 an wieder eingesetzt, nun aber im Angriff spielend. Bei seinen 23 Einsätzen kam er jedoch nur zu einem Torerfolg. 1987/88 bestritt er die ersten vier Ligaspiele in der Startelf, danach wurde er längere Zeit nur in unregelmäßigen Abständen aufgeboten, meist als Einwechselspieler. In fünf Spielen am Saisonende spielte er in der Abwehr, insgesamt bestritt er 20 Punktspiele, in denen er zwei Tore erzielte. Für die Spielzeit 1988/89 wurde Mähl auch wieder als Verteidiger im Kader der BSG Kernkraftwerk angekündigt, kam aber nur noch am 4. Spieltag in der Abwehr zum Einsatz. Es war sein letztes von 90 DDR-Liga-Spielen, die er für Kernkraftwerk Greifswald bestritten hatte. Obwohl erst 27 Jahre alt, tauchte er danach nicht mehr im höheren Ligenbereich auf.

## Stationen
- 1978 bis 1981: BSG KKW Greifswald
- 1982 bis 1985: BSG Post Neubrandenburg
- 1985 bis 1986: ASG Vorwärts Fünfeichen
- 1986 bis 1988: BSG KKW Greifswald